# Dog Eat Dog (álbum)
Dog Eat Dog es el tercer disco de estudio de la banda de hard rock estadounidense Warrant. Se lanzó el 25 de agosto de 1992 bajo el sello Columbia Records. El álbum ascendió al puesto Nro. 25 en la lista Billboard 200.
A pesar de alcanzar la certificación de Oro en Estados Unidos, Dog Eat Dog obtuvo menos ventas que los discos que lo antecedieron. Es el último álbum en el que participó la formación clásica de la banda. El sonido del disco está más orientado hacia el heavy metal, debido a la caída de la popularidad del glam metal a comienzos de la década de los noventa.

## Lista de canciones
Todas las canciones fueron escritas por Jani Lane.
1. "Machine Gun" - 3:45
2. "Hole in My Wall" - 3:30
3. "April 2031" - 5:05
4. "Andy Warhol Was Right" - 3:37
5. "Bonfire" - 4:21
6. "The Bitter Pill" - 4:07
7. "Hollywood (So Far, So Good)" - 3:47
8. "All My Bridges Are Burning" - 3:37
9. "Quicksand" - 3:58
10. "Let It Rain" - 4:16
11. "Inside Out" - 3:40
12. "Sad Theresa" - 3:25

## Créditos
- Jani Lane - voz
- Joey Allen - guitarra
- Erik Turner - guitarra
- Jerry Dixon - bajo
- Steven Sweet - batería
- Scott Warren - teclados